# Dorfkirche Kleinmachnow

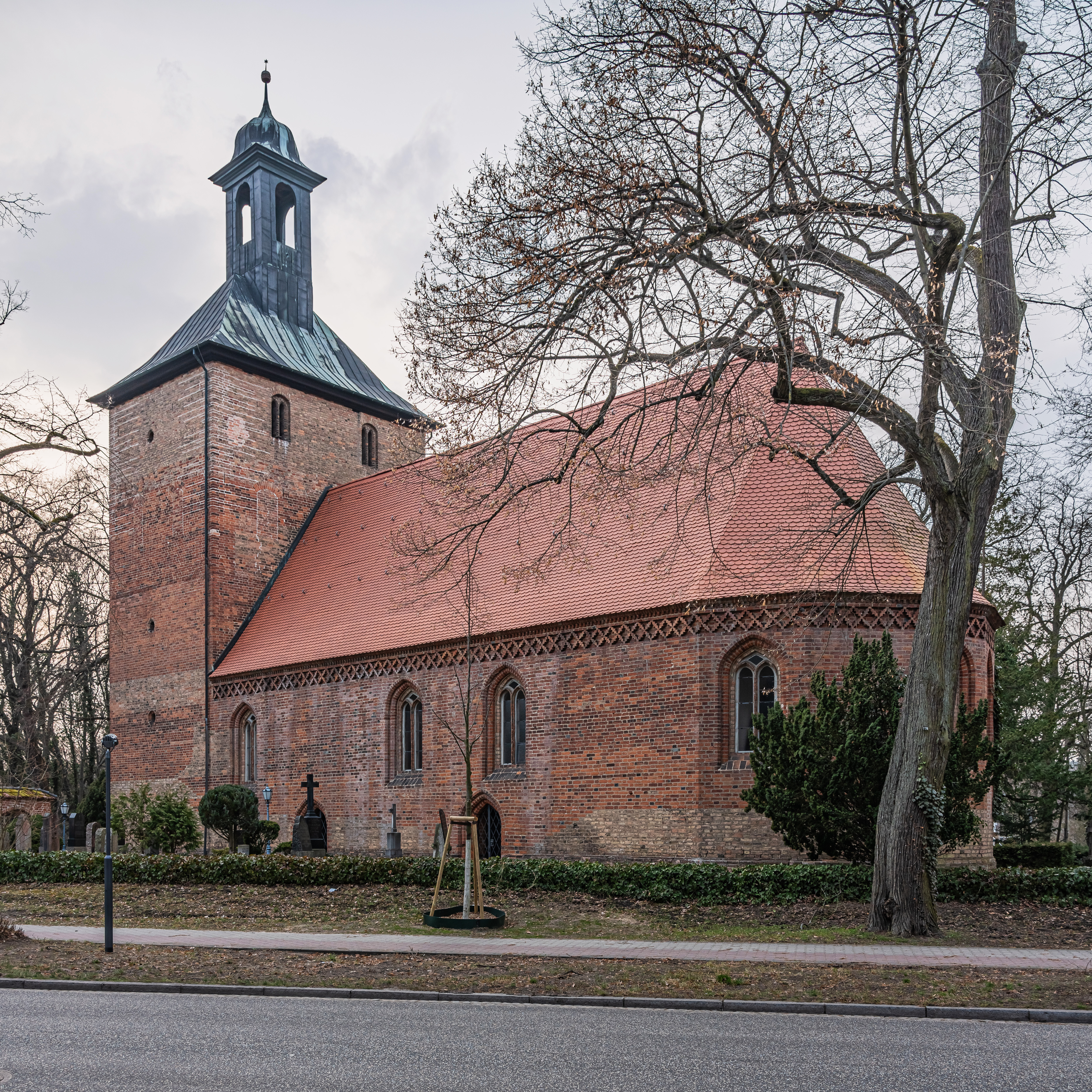
Gesamtansicht der Kirche

Die Dorfkirche Kleinmachnow ist die evangelische Kirche in der brandenburgischen Gemeinde Kleinmachnow.

## Geschichte
Das Gotteshaus wurde 1597 im Auftrag von Margarete von Hake, geborene von der Schulenburg fertiggestellt. Neben der Burg Machnow (der später sogenannten „Alten Hakeburg“, 1943 zerstört) errichtet, ist die Alte Dorfkirche Kleinmachnow eine der ersten evangelischen Kirchenbauten in der Mark Brandenburg.
Die anfangs zum Grundbesitz der Kleinmachnower Grundbesitzerfamilie von Hake gehörige Kirche diente dem einflussreichen Adelsgeschlecht zur Repräsentation, für Gottesdienste und Begräbnisse (bis 1597 war die Dorfkirche Stahnsdorf Grablege der Machnower Hake). Als Mitte des 17. Jahrhunderts das Straßendorf Kleinmachnow entstand, fanden öffentliche Gottesdienste in Kleinmachnow und Stahnsdorf statt.

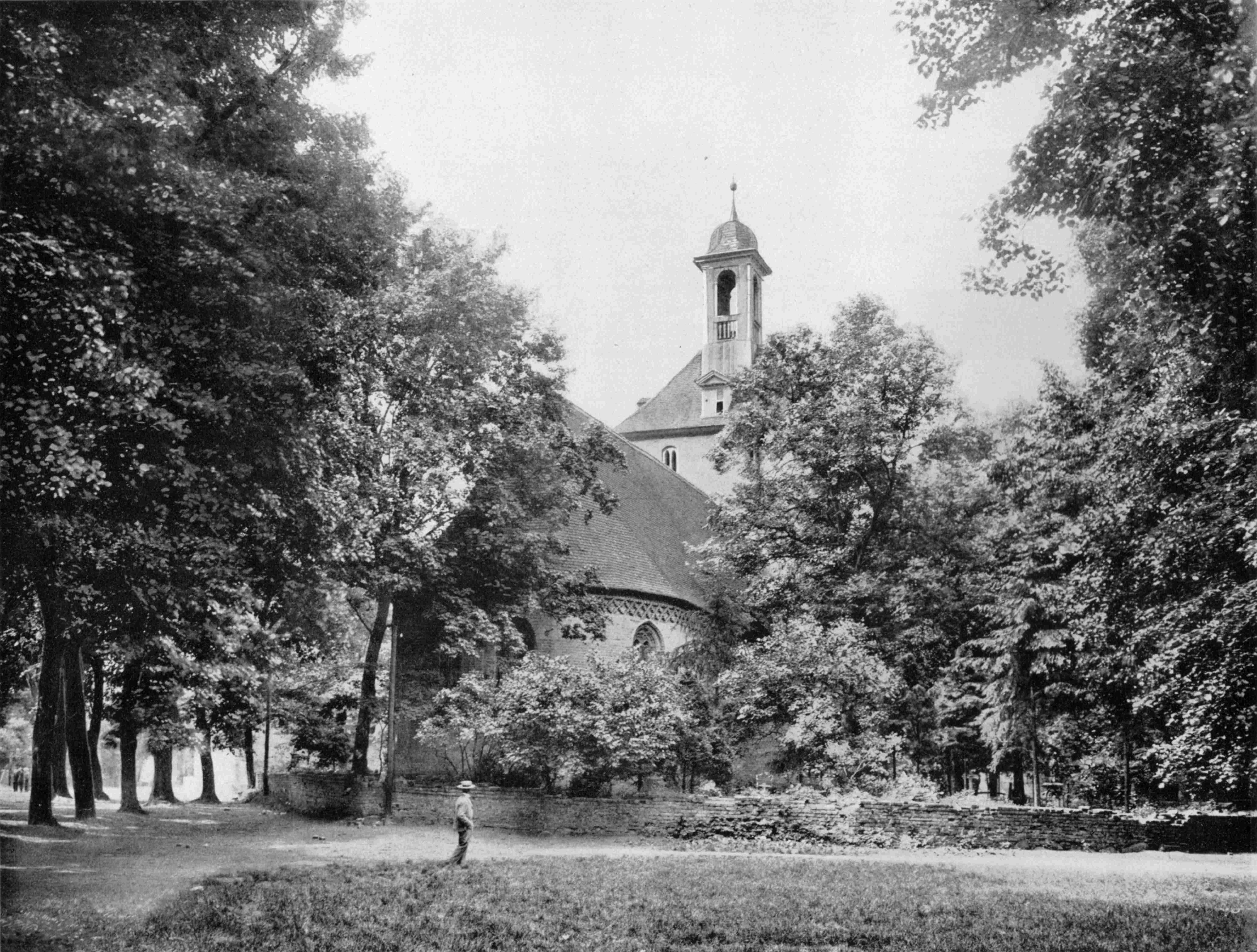
Alte Dorfkirche von 1597, Foto um 1900

Heute befindet sich die Kirche am äußersten südlichen Ortsrand, da Kleinmachnow sich immer weiter nach Norden ausdehnte. Als Kleinmachnow in den 1920er und 1930er Jahren expandierte, wurde ein Gemeindehaus am anderen Ende des Ortes gebaut und 1953 zur Auferstehungskirche erweitert. 1993 wurde die Dorfkirche aus dem Staatseigentum an die Kirchengemeinde Kleinmachnow übertragen und wurde seitdem restauriert. Genutzt wird sie für Gottesdienste, Hochzeiten und viele andere Veranstaltungen. Kirche und Einfriedung sind denkmalgeschützt.
Der Schriftsteller Theodor Fontane beschrieb die Kirche in den Wanderungen durch die Mark Brandenburg 1882 wie folgt:

„Es ist ein überraschend gefälliger, beinah feinstilisierter Backsteinbau […] reizend zwischen Bäumen und Efeugräbern gelegen und von einer Steinmauer eingefasst. Die eine Kirchenwand trägt zwar deutlich die Inschrift ‚Casparus Jacke, Maurermeister zu Potsdam 1597‘, doch hat er die Kirche sehr wahrscheinlich nur restauriert. Der Unterbau, bis zum Beginn der Fenster, ist jedenfalls viel älter, und die bestimmt zu Tage tretende Verschiedenheit der Steine hat denn auch zu der Sage geführt, daß zwei Schwestern die Kirche gebaut und helle und dunkle Ziegel genommen hätten, um ihren Anteil unterscheiden zu können.“

## Bauwerk
Die Dorfkirche Kleinmachnow ist eine Saalkirche mit einem Westquerturm und einem sechsseitigen Chor.  Das zweifarbige Backsteinmauerwerk ist nahezu ungegliedert. Auf der Südseite sind spitzbogige Portale und zweiteilige Fenster mit abgefastem Gewände. Unter der Traufe des Satteldaches findet sich ein umlaufender Maßwerkfries.
Der Turmhelm mit auslaufendem Walmdach stammt aus dem 17. Jh. und trägt eine Laterne mit zwölfseitigem Glockendach.
Auf der Nordseite der Dorfkirche befinden sich die Gruftkapelle von 1703 und mehrere Gedenksteine der von Hakes.

## Inneneinrichtung
Den zweifach wandelbaren Flügelaltar schnitzte der Berliner Hans Zinckeisen im Jahr 1599. Die Predella zeigt Moses vor dem brennenden Busch, im Schrein das Abendmahl, auf den Flügeln 4 Passionsszenen. In der ersten Wandlung sieht man acht gemalte Szenen aus dem Leben Christi, auf den Flügelaußenseiten eine gemalte Verkündigung.
Von Nickel Zinckeisen stammt das reich verzierte Taufbecken von 1597, dessen geschnitzten Deckel ein Engel krönt.
Verschiedenes erinnert an die Familie von Hake: Reste von zehn Fahnen, die Ernst Ludwig von Hake (1651–1713) seinen in den Türkenkriegen gefallenen Brüdern gewidmet hat, ein Denkstein, den derselbe dem Andenken seiner Eltern errichtete, und darüber ein Degen und zwei Sporen, die dem im Zweikampf gefallenen Herrn von Schlabrendorf gehörten. Ferner finden sich das Epitaph des Generals Friedrich von Hake († 1743) und mehrere Wappentafeln.
Eine Seltenheit ist die 1711 gefertigte Kanzeluhr.

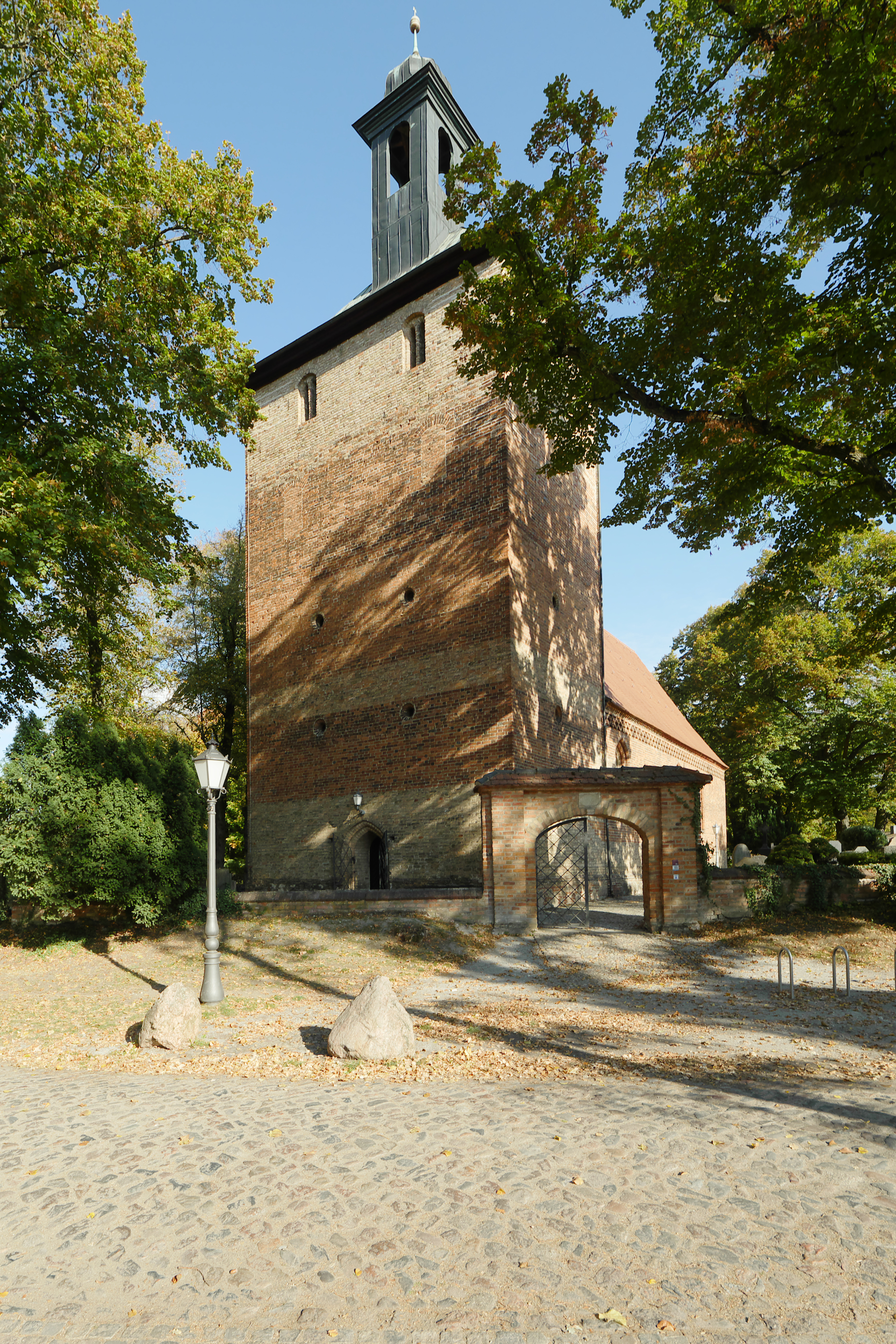
Turmseite mit dem Haupteingang der Dorfkirche Kleinmachnow
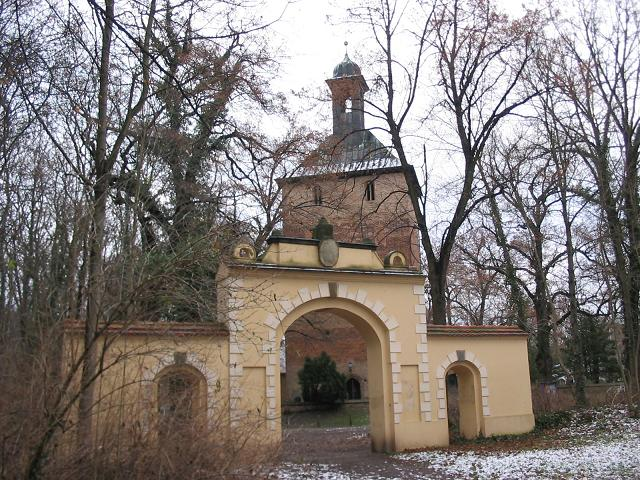
Blick vom ehemaligen Gutshof durch das Medusenportal auf die Kirche
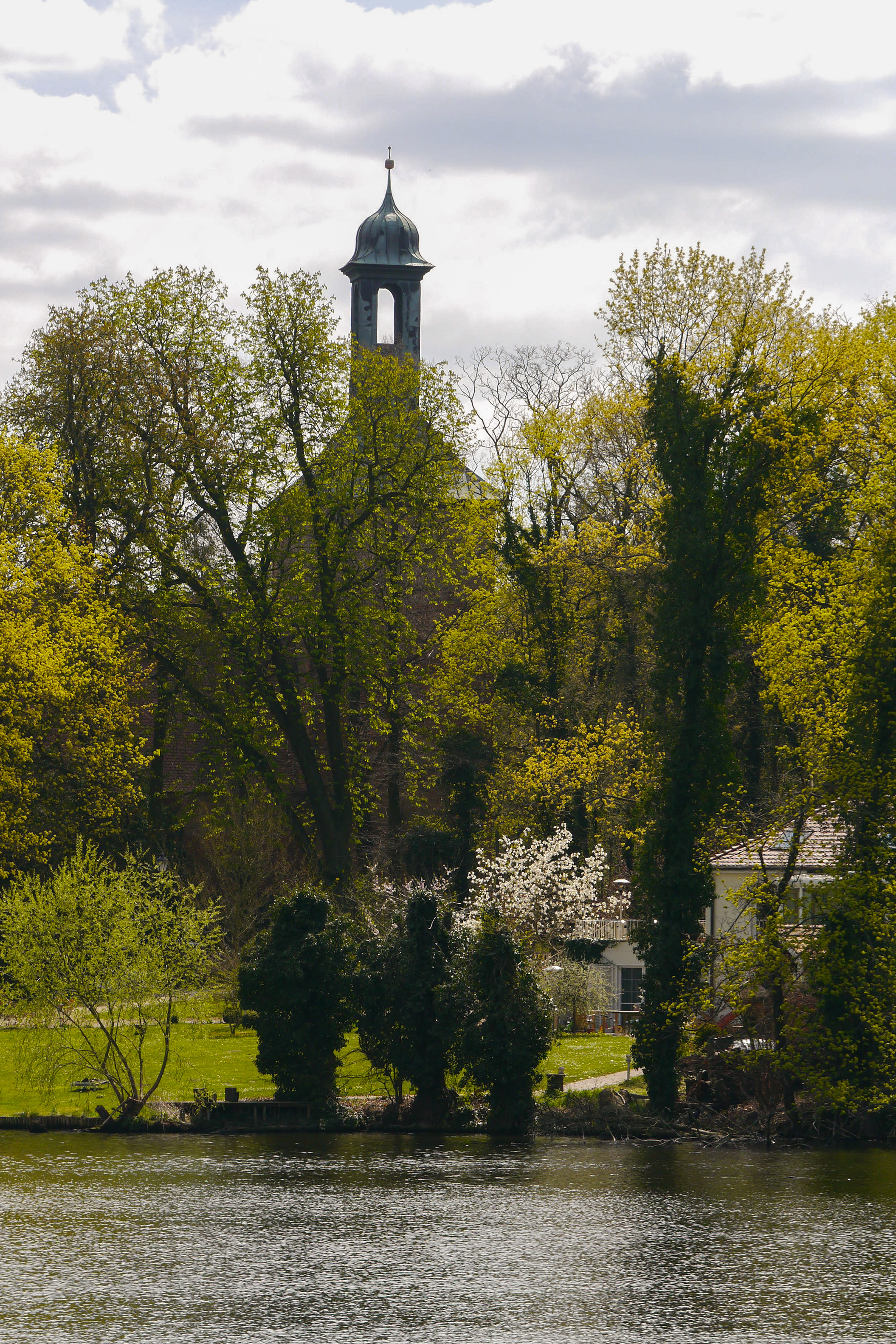
Sicht vom Norden über den See im Frühjahr
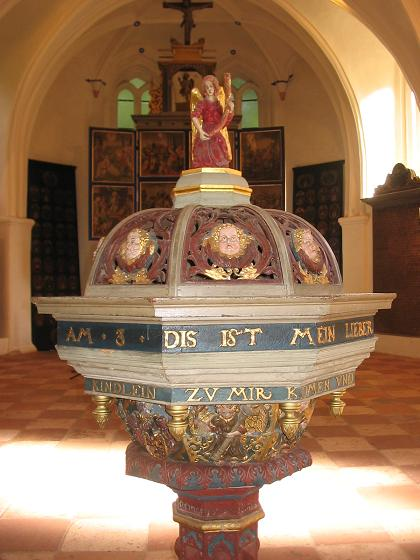
Taufbecken (1597 von Nickel Zinckeisen, Berlin)
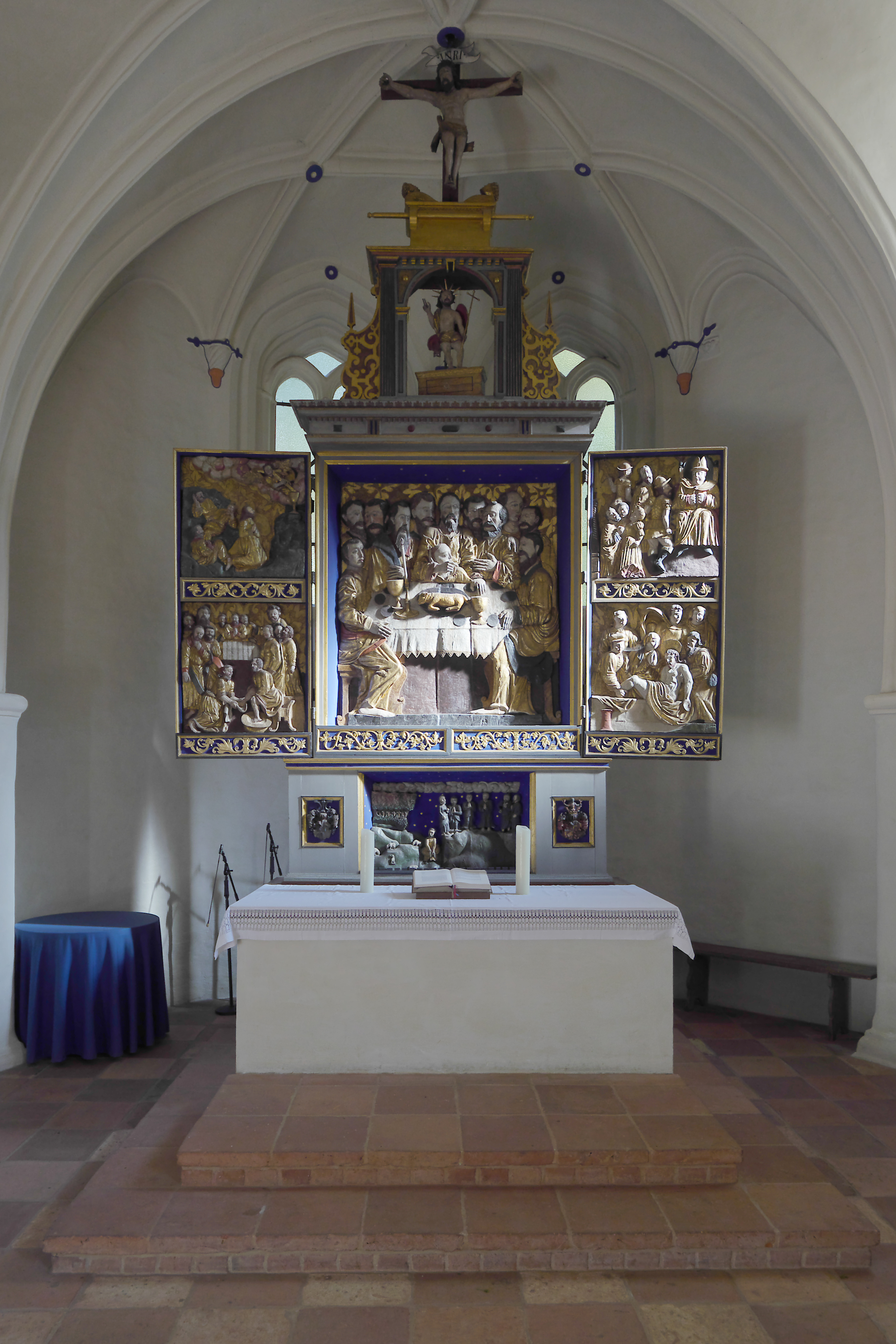
Flügelaltar